# Беца Василь Михайлович
Беца Василь Михайлович (нар. 28 вересня 1996, в містечку Воловець, Закарпатська область, Україна) — український футболіст, захисник.

## Біографія
Спершу захопився футболом в дитячі роки і здобував ази гри в місцевій Воловецькій футбольній секції для дітей. Пізніше, як здібний юнак-футболіст, перебрався в СДЮШОР Ужгород, за який виступав й навчався до 2013 року.
У 2014 році став гравцем прем'єрлігового «Закарпаття», проте грав виключно за другу команду, провівши 37 офіційних гри за два сезони.
Паралельно з тим, в 2015 та 2016 роках, він був заявлений і до обласного турніру, в складі команди містечка Середнє  «Середнє». У чемпіонаті Закарпатської області Василь Беца провів близько 40 офіційних ігор.
З 2017 року виступає за аматорський клуб «Минай». З 2018 року, разом з командою, набув професійного статусу, адже минайці стартували в турнірі ФФУ, зокрема в Другій лізі першості Україи з футболу.

## Досягнення
Потрапивши до команди «Минай», Василь Беца щороку прогресував, як у грі, так і в здобутті футбольних трофеїв:
- Чемпіонат України серед аматорів
  - 1 місце, група 1: 2018
- Чемпіонат Закарпатської області
  - Чемпіон: 2017
- Кубок Закарпатської області
  - Володар: 2017, 2018
- Суперкубок Закарпатської області
  - Володар: 2017.